# الرعادي (يريم)

تعديل مصدري - تعديل

الرعادي هي إحدى قرى عزلة خودان بمديرية يريم التابعة لمحافظة إب، بلغ تعداد سكانها 921 نسمة حسب تعداد اليمن لعام 2004.